# Клетная (Брестская область)
Клетна́я (бел. Клятна́я) — деревня в Пинском районе Брестской области Беларуси. Входит в состав Валищенского сельсовета. Расположена в 11 км от автодороги Ивацевичи — Пинск — Столин (Р-6) в 50 км от города Пинск. По переписи населения 2019 года в деревне насчитывалось 165 человек.

## История
- Начало XVII века — является собственностью Терлецких. Позже (до 1939 года) — владение Скирмунттов
- Начале XX века — население составляет 89 человек
- Апрель 1944 года — фашисты уничтожили 32 двора, убили 12 жителей

## Достопримечательности
- Памятник жертвам фашизма